# Большаково (Челябинская область)
Большаково — деревня в Чебаркульском районе Челябинской области России. Входит в состав Кундравинского сельского поселения.

## География
Деревня находится в центральной части Челябинской области, в лесостепной зоне, на берегах реки Карасу, на расстоянии примерно 32 километров (по прямой) к юго-юго-востоку (SSE) от города Чебаркуль, административного центра района. Абсолютная высота — 307 метров над уровнем моря.
Часовой пояс
Деревня Большаково, как и вся Челябинская область, находится в часовой зоне МСК+2. Смещение применяемого времени относительно UTC составляет +5:00.

## Население
| 2002 | 2010 |
| ---- | ---- |
| 346  | ↘320 |

Гендерный состав
По данным Всероссийской переписи населения 2010 года в гендерной структуре населения мужчины составляли 50 %, женщины — соответственно также 50 %.
Национальный состав
Согласно результатам переписи 2002 года, в национальной структуре населения русские составляли 95 %.

## Улицы
Уличная сеть деревни состоит из четырёх улиц.